# Белорецк
Белоре́цк (баш. МФА: Белорето файле) — город (с 1924 года) в России на Южном Урале, административный центр Белорецкого района Республики Башкортостан. Образует муниципальное образование город Белорецк со статусом городского поселения как единственный населённый пункт в его составе.

## Название
Название города произошло от гидронима река Белая.

## Физико-географическая характеристика
Географическое расположение
Город расположен на реке Белой (притоке Камы), в 245 км юго-восточнее столицы республики города Уфы и в 90 км севернее города Магнитогорска.
Часовой пояс
Белорецк, как и вся Республика Башкортостан, находится в часовой зоне МСК+2. Смещение применяемого времени относительно UTC составляет +5:00.
Климат
Зона резко континентального климата умеренного климатического пояса
- Среднегодовая температура воздуха: +2,5 °C.
- Относительная влажность воздуха: 68,5 %.
- Средняя скорость ветра: 3,8 м/с.

| Показатель                            | Янв.  | Фев.  | Март | Апр. | Май  | Июнь | Июль | Авг. | Сен. | Окт. | Нояб. | Дек.  | Год |
| ------------------------------------- | ----- | ----- | ---- | ---- | ---- | ---- | ---- | ---- | ---- | ---- | ----- | ----- | --- |
| Средняя температура, °C               | −13,8 | −13,4 | −8   | 2,5  | 12,5 | 18,3 | 19,7 | 17,2 | 10,9 | 2,6  | −7,5  | −13,2 | 2,4 |
| Источник: NASA. База данных RETScreen |       |       |      |      |      |      |      |      |      |      |       |       |     |

## История
Появление города
Как указывает Энциклопедический словарь Брокгауза и Ефрона, завод и горнозаводской посёлок был основан в 1762 году в Верхнеуральском уезде Оренбургской губернии, в 60 верстах (примерно в 65 км) к западу от Верхнеуральска, на реке Белой, вблизи устья реки Нуры, на абсолютной высоте 1628 футов (496 м), под 53°58' северной широты и 53°49' восточной долготы.
Основан купцами Твердышевыми и И. С. Мясниковым на купленной башкирской земле Белокатайской волости, позже вместе с Тирлянским заводом стал их собственностью Общества Белорецких заводов. Поземельная дача завода 170 041 десятина, из коих 152 020 десятин под лесом, состоящим из сосны, пихты, ели и редко осины и берёзы. Местность вообще гориста, долины имеют суглинковую почву и довольно плодородны. Рудники лежат в 90 верстах от завода и за рекой Уралом, в Киргизской степи, в горе Атаче (ныне гора Магнитная). Производство доменное, литейное, железоделательное и проволочное. При нём имеется 20 вододействующих колес, 6 турбин, 6 паровых машин и локомобиль (общее число сил 1232). В 1888 году на нём выплавлено чугуна 728 453 пуда, выделано железа 419 906 пудов и железных изделий 11 081 пуд.

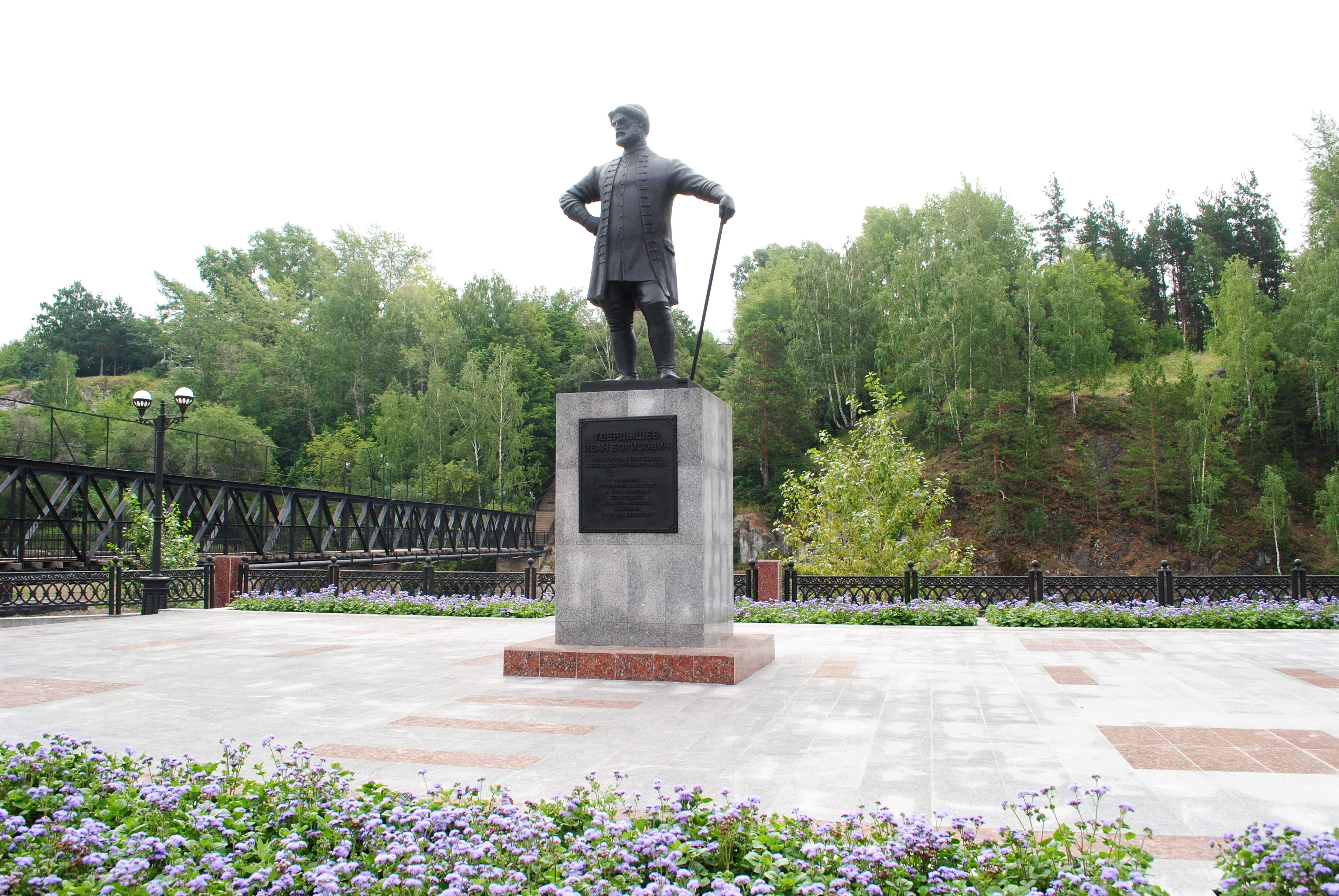
Памятник основателю Белорецкого железоделательного завода Ивану Борисовичу Твердышеву

Источником железной руды, как указано в энциклопедическом словаре Брокгауза и Ефрона, служила гора Атач (Магнитная), которая расположена на территории нынешнего города Магнитогорска.

Также источником железной руды для Белорецкого металлургического комбината служило Комарово-Зигазинское месторождение в посёлке Тукане, куда в 1926 году была проложена ветка Белорецкой узкоколейной железной дороги.

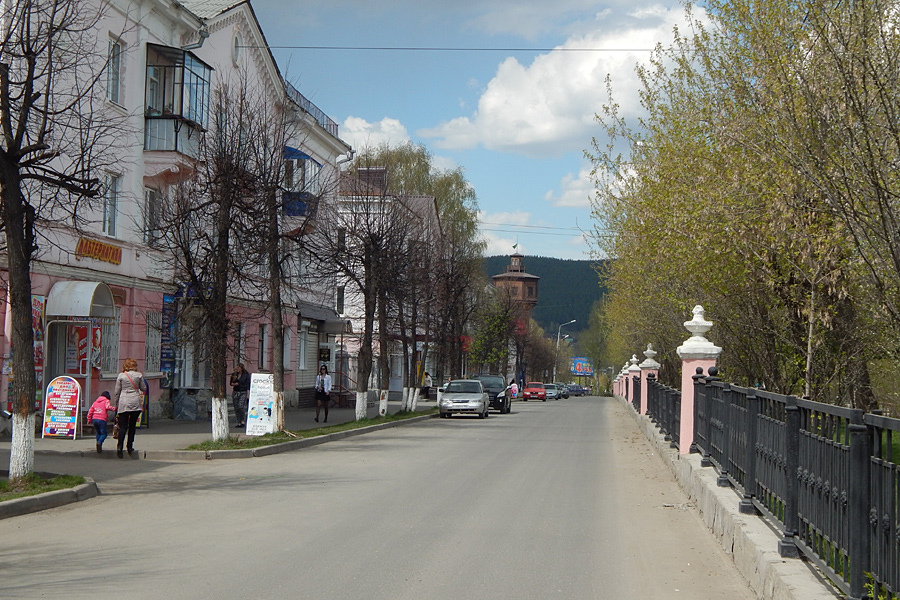
По улице Точисского. Вдали старая водонапорная башня.

179 000 десятин земли для Белорецкого завода было куплено у башкир за 300 рублей.
В «Материалах по истории Башкирской АССР» (Т. 4. Ч. 2. С. 183—187) в документе за 1759 год речь идёт о разрешении И. Б. Твердышеву и И. С. Мясникову строить железоделательный завод при речке Кураке (Куряклы), притоке реки Сим. В ведомости за 1761 год отмечено: «Тирлянский железный завод. Строится вновь по указу государственной берг-коллегии 1759 года в Катайской волости на реке Тирляне на покупной у башкирцов земле. И оной завод ещё не в действии, затем что ещё не построен». В документе за 18 июля 1762 года те же заводчики уже просят о переносе строящегося завода с реки Тирлян (а не с реки Кураки) на Белую реку. Берг-коллегия разрешила его перенести и определила «тот завод вместо Тирлянского именовать Белорецким». Ведомость за 1776 года содержит данные о том, что Белорецкий доменный молотовый завод построен в 1762 году, имеет 2 домны, 14 молотов. Однако первая плавка чугуна зафиксирована в 1767 году. Из чего вытекает, что завод строили в 1762—1767 годах.
В 1777 году было выплавлено чугуна 110 131 пуд, в 1799 году 154 212 пудов.
При заводе поселили покупных русских крестьян из Нижегородской, Пензенской, Рязанской губерний и башкир, коренных жителей из окрестных деревень. В 2-3 верстах от завода появилась заводская деревня Ломовка, получившая своё название от рода занятий жителей: они были исключительно ломовыми извозчиками, поставляли на завод сырьё. Заводские крестьяне также поселились в Арской деревне, расположенной в 12 верстах от места их работы. В 1773 году на заводе насчитывалось 1724 человека, в том числе 840 мужчин, по V ревизии 1795 года 651 мужчина и 737 женщин, в деревне Ломовке 2152 человека, в том числе 1032 мужчины. В 1859 году Белорецкий завод имел 5583 жителя, из них 2681 мужчина. Они проживали в 1018 домах. На Белорецком заводе были лазарет, школа, базар, железная дорога. В деревне Ломовке 1868 крестьян проживали в 305 дворах. Сведений о деревне Арской за XVIII—XIX века нет. В 1926 году хутор Арский Камень насчитывал 4, кордон Арский 9 дворов хозяйств. Жители русские. Село Ломовка состояло из 879 дворов и 4350 жителей. Это село существует и поныне.
Крестьянское восстание 1773—1775 годов в истории Белорецка
В марте 1774 года после неудачной осады Оренбурга и поражения под Татищевой крепостью Пугачёв с горсткой башкир и казаков из личной сотни отошёл к селу Ташла, затем за излучину реки Белой, прибыв сначала на Воскресенский завод, а затем 13 апреля добравшись до Белорецкого завода, где пробыл до 1 мая 1774 года. Причиной, по которой он получил передышку в целый месяц, послужила смерть командующего Бибикова, вызвавшая интриги среди генералов. Генерал Голицын был недоволен назначением на этот пост генерала Щербатова. В результате разбитые и рассеянные по степи отряды восставших не преследовались и постепенно собрались на Южном Урале.
13 апреля 1774 года большая толпа жителей завода во главе с белорецким работным человеком Василием Акаевым хлебом и солью встречала крестьянского царя.
Три недели на Белорецком заводе находился центр крестьянского восстания. На заводе формировались отряды из работных людей и крестьян, создавалась новая власть. Было налажено производство вооружения и боеприпасов.
Кинзя Арсланов собирал на заводе башкирскую конницу для поддержки Пугачева.
2 мая 1774 года войско Пугачева отправилось с завода на гору Магнитную.
Белорецкая узкоколейная железная дорога (БЖД)
Узкоколейная железная дорога была построена в 1910—1914 годах для нужд Белорецкого завода.
Немецкие компании «Вогау» и «Артур-Копель» были главными подрядчиками строительства.
Строительство началось в 1910 году, а уже в ноябре 1912 года первый поезд отправился из Запрудовки в Тирлян.
В 1913 году было закончено строительство железной дороги Запрудовка — Тирлян — Белорецк. Несколько десятилетий дорога была основной транспортной артерией для Белорецка и его предприятий.
Железная дорога соединила станцию Запрудовка вблизи Катав-Ивановска с Белорецком, а также с отдалёнными посёлками Инзером и Туканом. Долгое время БЖД была одной из трёх самых протяжённых подобных дорог бывшего СССР.
В 1915 году проводились изыскательские работы по строительству узкоколейной железной дороги Белорецк — Магнитная, но планам не удалось сбыться, так как началась Первая мировая война.
В 2007 году дорога была демонтирована благодаря недальновидным решениям руководства БМК.
XX век

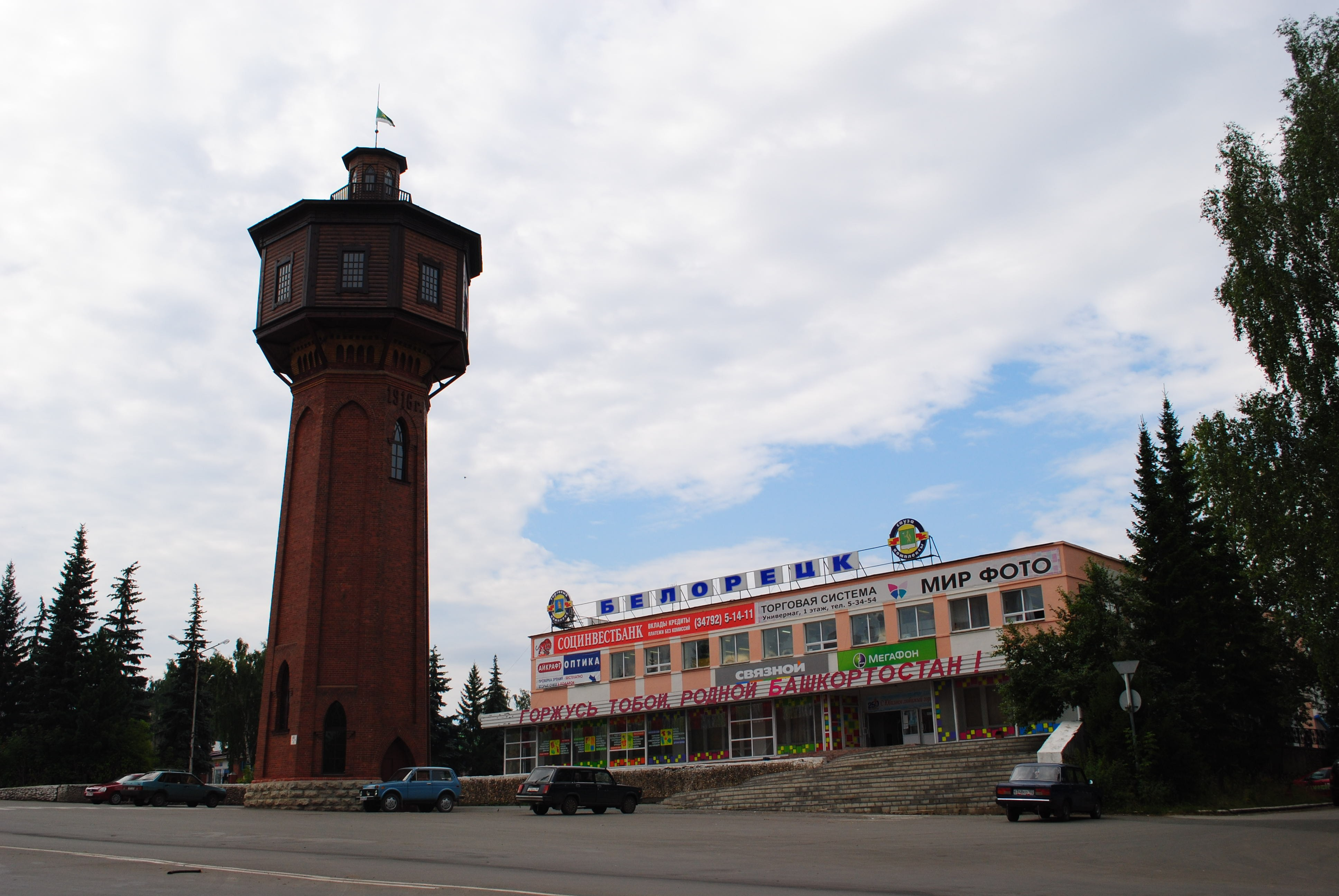
Водонапорная башня. На ней также располагался пост наблюдения городской пожарной команды

Водонапорная башня, достопримечательность города Белорецка, памятник истории и культуры, построена в 1916 году по проекту немецкой фирмы «Вогау и Ко» на средства Белорецкого железоделательного завода. Снабжала водой дома Верхнего селения. Она была самым высоким строением в городе: высота 513,6 м над уровнем моря, 18 м над уровнем земли. Сложена из красного кирпича, увенчана многогранной бревенчатой надстройкой с окнами (бельведер). В верхней части башни сооружена смотровая площадка.
Смотровая площадка на вершине башни служила для пожарного надзора. Если где-либо случался пожар, вывешивались бычьи пузыри (ночью фонари) от одного до четырёх. Город был условно поделён на 4 части, которым соответствовало их количество. Это служило сигналом пожарникам. После появления каланчи, улицу Точисского в народе стали называть Пожарной.
Последняя подача воды из башни была осуществлена в 1956 году. Верхняя беседка просуществовала до 1970-х годов. Во второй половине XX века на башне были установлены часы, которые в 1990-х годах убрали.
К 1917 году на заводе действовали две доменные и три мартеновские печи, сутуночный и проволочный станы.
Рабочие завода активно участвовали в революционном движении на Южном Урале. В июле 1918 года из рабочих завода был сформирован 270-й Белорецкий социалистический полк, совершивший рейд в составе Уральской партизанской армии под командованием В. К. Блюхера.
Статус города Белорецк получил 22 декабря 1923 года согласно указу Президиума Башкирского центрального исполнительного комитета советов рабочих, крестьянских и красноармейских депутатов (БашЦИК) «О переименовании центра Тамьяно-Катайского кантона Белорецкий завод в город Белорецк». В период коллективизации в Белорецке был создан Белорецкий молокозавод с целью централизации государственных поставок молока от созданных башкирских колхозов. Постановлением Всероссийского ЦИК «Об изменениях в административно-территориальном делении Башкирской АССР» от 20 февраля 1932 года Белорецк выделен в самостоятельную административную единицу в город республиканского значения с непосредственным подчинением БашЦИК.

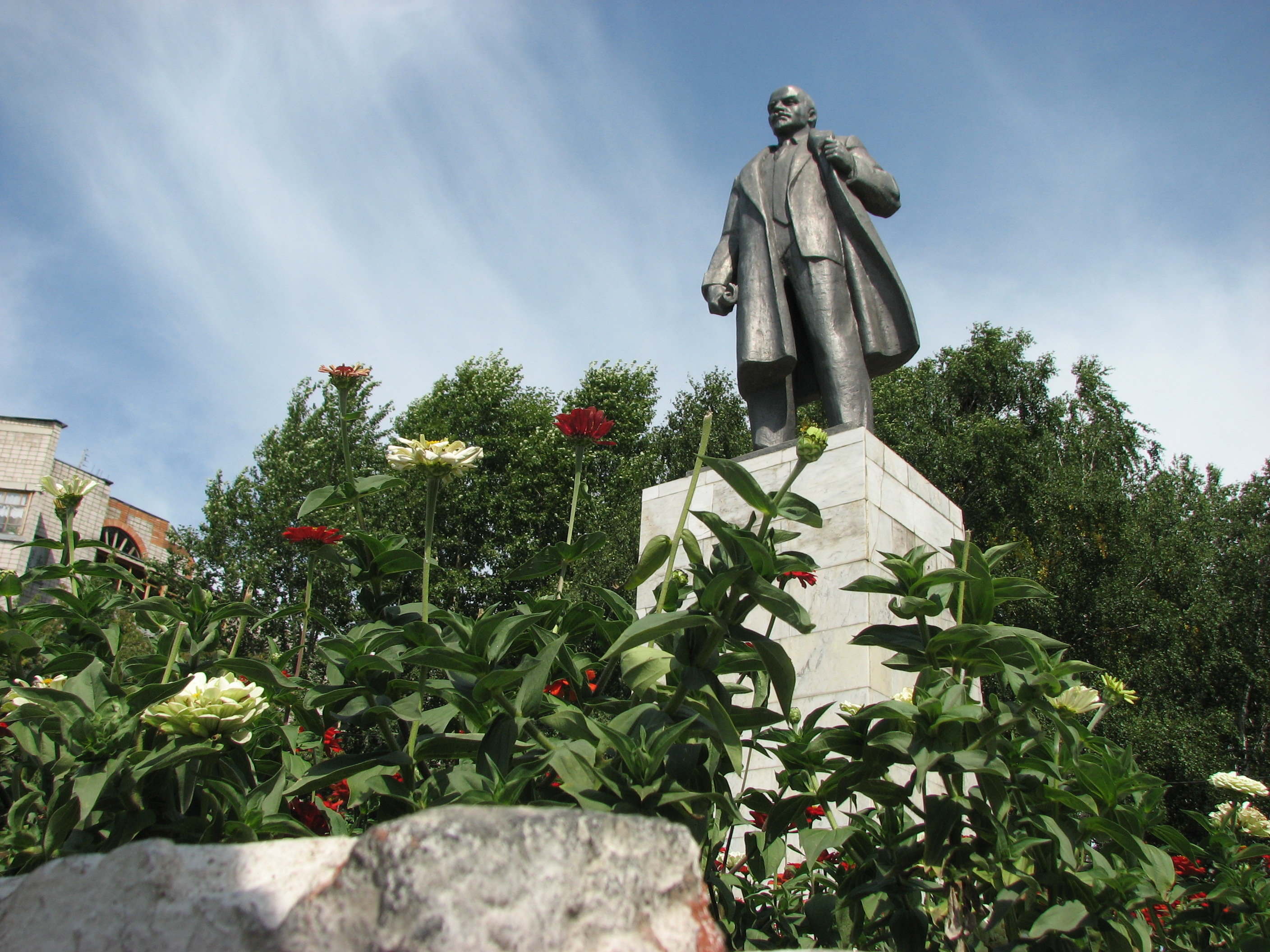
Памятник В. И. Ленину

В 1952—1953 годах входил в состав Стерлитамакской области Башкирской АССР. В 1954 году планировалось его включение в состав так и не образованной Магнитогорской области.
В годы советской власти завод реконструировался и расширялся, осваивались новые виды продукции, проводилась механизация и автоматизация производственных процессов. В 1957 году на базе металлургического завода был образован комбинат с присоединением Тирлянского листопрокатного завода, Туканского рудника и сталепроволочно-канатного завода. Особенно широкое развитие предприятия нынешнего комбината получили в годы Великой Отечественной войны. Комбинат награждён орденом Трудового Красного Знамени (1966).
В 1970-е годы Белорецк и его окрестности стали местом съёмок сразу нескольких фильмов: приключенческих лент «Пропавшая экспедиция» и «Золотая речка», 30-серийного телефильма «Вечный зов». Белоречане снимались в эпизодах и массовых сценах.
Летом 2003 года в Белорецке были сняты эпизоды фильма режиссёра Булата Юсупова «Пупок» по повести Мустая Карима «Долгое, долгое детство».
XXI век
В 2002 году по экономическим соображениям нового владельца корпорации «Мечел» домны и мартены Белорецкого металлургического комбината были выведены из эксплуатации, основой производства комбината ныне является сталепроволочно-канатное (калибровочное)производство.

## Население
| 1897    | 1926    | 1931    | 1939    | 1943    | 1944    | 1945    | 1946    | 1947    | 1959    | 1962    | 1967    |
| ------- | ------- | ------- | ------- | ------- | ------- | ------- | ------- | ------- | ------- | ------- | ------- |
| 8300    | ↗19 900 | ↗27 400 | ↗40 600 | ↗55 000 | ↘54 500 | ↘45 700 | ↘44 900 | ↗46 100 | ↗59 315 | ↗62 000 | ↗64 000 |
| 1970    | 1973    | 1976    | 1979    | 1982    | 1986    | 1987    | 1989    | 1992    | 1996    | 1998    | 2000    |
| ↗67 099 | ↗69 000 | ↗70 000 | ↗71 246 | ↗73 000 | ↗74 000 | ↗75 000 | ↘72 434 | ↗73 800 | ↘73 400 | ↘72 900 | ↗73 300 |
| 2001    | 2002    | 2003    | 2005    | 2006    | 2007    | 2008    | 2009    | 2010    | 2011    | 2012    | 2013    |
| →73 300 | ↘71 093 | ↗71 100 | ↘70 300 | ↘69 700 | ↘69 100 | ↘68 842 | ↘68 308 | ↗68 806 | ↘68 800 | ↘68 363 | ↘67 735 |
| 2014    | 2015    | 2016    | 2017    | 2018    | 2019    | 2020    | 2021    | 2022    | 2023    | 2024    | 2025    |
| ↘66 939 | ↘66 584 | ↘66 171 | ↘65 801 | ↘65 477 | ↘65 054 | ↘64 921 | ↘64 525 | ↘64 031 | ↗64 212 | ↘63 743 | ↘62 742 |

На 1 января 2025 года по численности населения город находился на 256-м месте из 1124 городов Российской Федерации.

### Национальный состав
Согласно Всероссийской переписи населения 2010 года: русские — 68,5 %, башкиры — 18,6 %, татары — 8,5 %, лица других национальностей — 4,4 %.
По итогам переписи населения 2020 года проживали следующие национальности (национальности менее 0,1 % и другое см. в сноске к строке «Другие»):
| Национальность | Численность, чел. | Доля     |
| -------------- | ----------------- | -------- |
| Русские        | 44 014            | 68,21 %  |
| Башкиры        | 14 784            | 22,91 %  |
| Татары         | 3996              | 6,19 %   |
| Таджики        | 333               | 0,52 %   |
| Украинцы       | 156               | 0,24 %   |
| Узбеки         | 154               | 0,24 %   |
| Марийцы        | 149               | 0,23 %   |
| Армяне         | 120               | 0,19 %   |
| Чеченцы        | 112               | 0,17 %   |
| Другие         | 707               | 1,10 %   |
| Итого          | 64 525            | 100,00 % |

### Языковой состав
Согласно Всероссийской переписи населения 2010 года родными языками населения являлись: русский — 75 %, башкирский — 16 %, татарский — 5,7 %.

## Местное самоуправление
Совет городского поселения город Белорецк
Председатель совета
- с 2021 г. — Булавко Елена Владимировна .

Глава администрации
- с 11 января 2024 г. — Пономарев Евгений Васильевич.

## Экономика
Белорецк является центром чёрной металлургии Башкортостана. В городе развиты металлообработка, машиностроение, деревообработка и пищевая промышленность.
Предприятия
- Завод весового оборудования,
- Уральский пружинный завод,
- Белорецкий металлургический комбинат,
- Белорецкий завод рессор и пружин,
- Белорецкий лесокомбинат,
- Белорецкий хлебокомбинат (разорён магнитогорской корпорацией «Ситно»),
- Белорецкий завод железобетонных изделий,
- Белорецкий маслосырокомбинат (прекратил существование),
- Белорецкий мясокомбинат (прекратил существование),
- Белорецкий молокозавод (разворован)

#### ТОР «Белорецк»
Постановлением Правительства РФ от 12 февраля 2019 года № 121 утвержден статус территории опережающего социально-экономического развития (ТОР).

## Символика
Решением городского совета от 28 сентября 2011 года № 106 был объявлен открытый конкурс на создание проекта гимна города Белорецка. Конкурс был признан несостоявшимся.

## Наука и образование
В городе расположены 15 детских садов и 13 школ, из них 3 Гимназии, 1 школа-интернат.
Средне-специальные учебные заведения
- Филиал Башкирского колледжа архитектуры, строительства и коммунального хозяйства[58];
- Белорецкий медицинский колледж[59];
- Белорецкий металлургический колледж[60];
- Белорецкий педагогический колледж[61];
- Башкирский экономико-юридический колледж (филиал)[62].

Высшие учебные заведения
- филиал Магнитогорского государственного технического университета им. Г. И. Носова[63];
- филиал Международного института экономики и права[64];
- филиал Башкирского государственного педагогического университета имени М. Акмуллы.

## Транспорт
В связи с реформами РЖД, с 25 марта 2009 года изменился маршрут скорого поезда Магнитогорск — Москва, проходящего через Белорецк. Теперь он заходит на уфимский вокзал в составе поезда № 675/676 Сибай — Уфа, где магнитогорские вагоны формируют в состав скорого поезда № 13/14 «Южный Урал» Челябинск — Москва. С 26 мая 2013 года поезд № 345 Нижний Тагил — Адлер курсировал по новому маршруту через Белорецк. С декабря 2015 года этот поезд следует маршрутом Нижневартовск — Адлер.
На юго-западной окраине города расположен недействующий аэропорт.

## Религия
Православные храмы:
- Собор святителя Николая Мирликийского Чудотворца;
- Церковь Троицы Живоначальной;
- Часовня

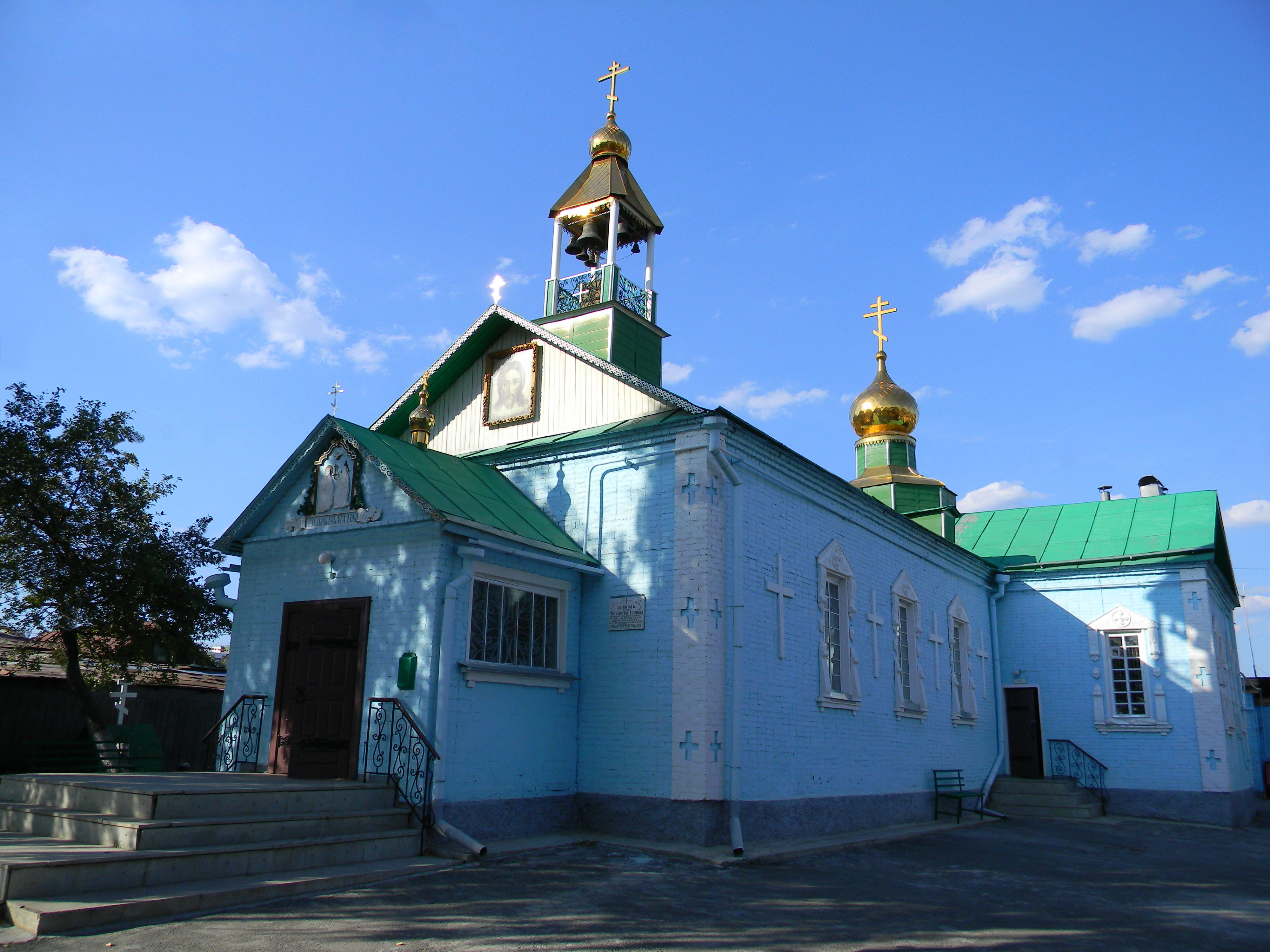
Свято-Троицкий храм
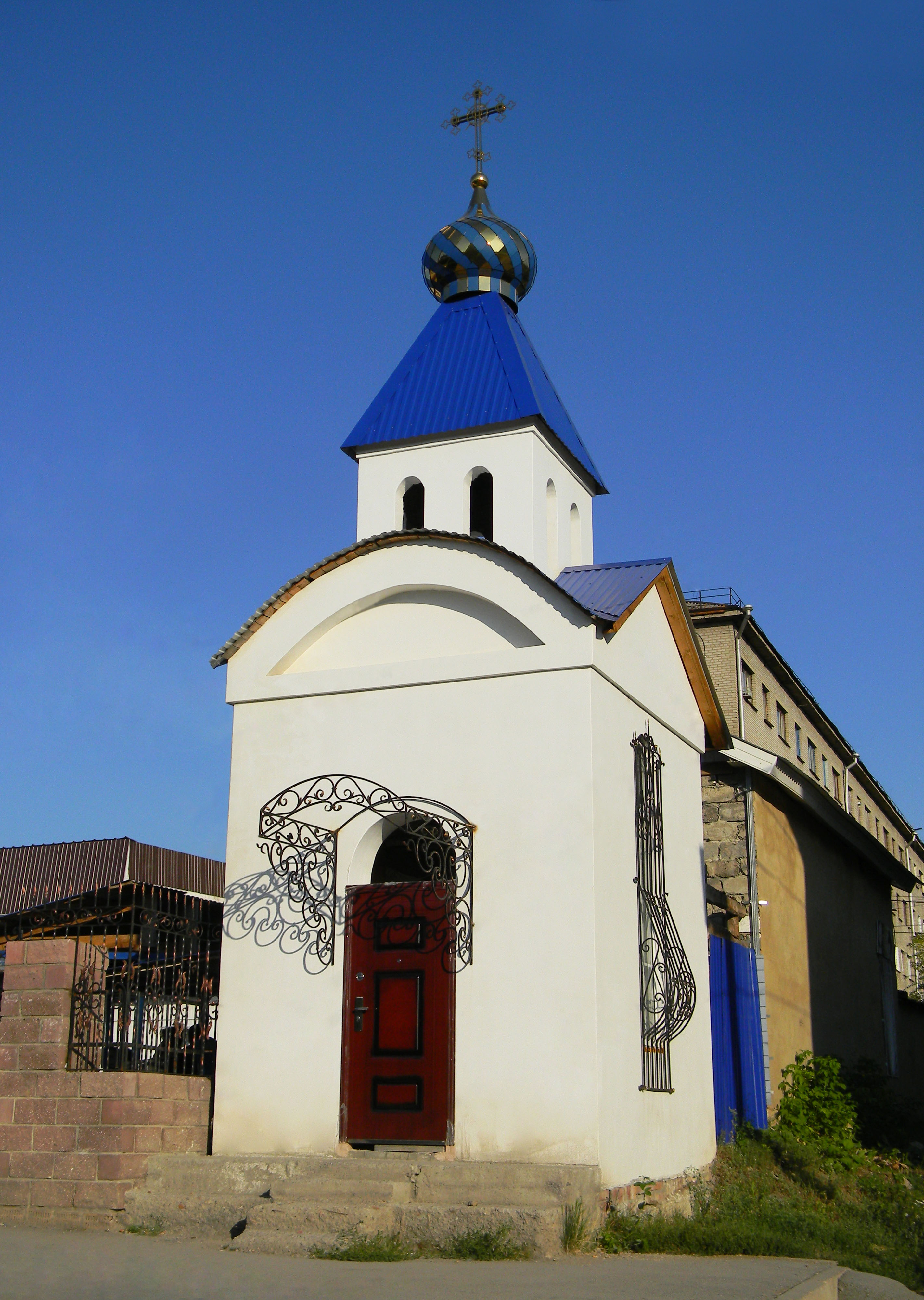
Часовня по ул. Ленина
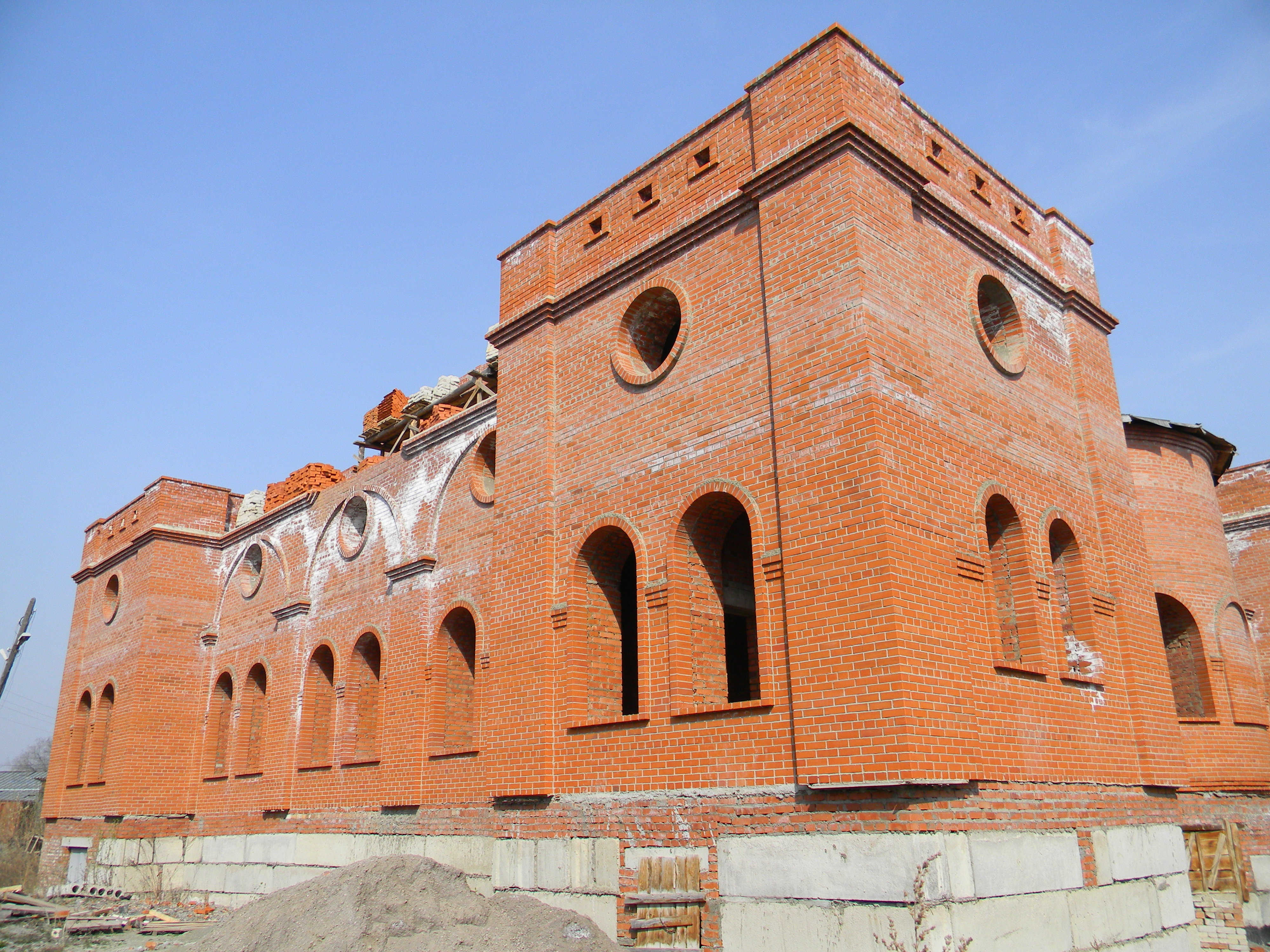
Строящийся Свято-Никольский кафедральный собор

Мечети:
- Соборная мечеть Жамиг;
- Ак мечеть;
- Мечеть Йома

Протестантские общины:
- Дом молитвы христиан веры евангельской Вера Божья;
- Дом молитвы евангельских христиан-баптистов;
- Дом молитвы христиан Адвентистов Седьмого Дня

## Известные[кому?]люди
Бикбаев Азамат Изубаевич (род.1986) — российский борец классического (греко-римского) стиля. Мастер спорта России международного класса (с 20 апреля 2012 года).
Богомолова Галина Евгеньевна (род. 1977) — российская легкоатлетка, специализирующаяся в беге на средние и длинные дистанции.
Гайнетдинова Гульшат Иршатовна (род. 1992) — российская легкоатлетка, специализирующаяся в кроссе и беге на длинные дистанции. Трёхкратная чемпионка России. Чемпионка Европы среди молодёжи (2013). Мастер спорта России международного класса.
Лёвушкина Валентина Вячеславовна (род. 1982) — российская легкоатлетка, специалистка по бегу на длинные дистанции, кроссу и марафону.
Марусин Олег Александрович (род. 1981) —российский марафонец.
Самохвалова Алёна Александровна (род. 1980) — российская легкоатлетка, специалистка по бегу на длинные дистанции, кроссу и марафону.
Сенченко Татьяна Васильевна (род. 1952) — советский и российский тренер по лёгкой атлетике. Заслуженный тренер России (2001). Почётный гражданин Белорецкого района и города Белорецк (2013).
Хазанкин Роман Григорьевич (род. 1947) — учитель математики, советский и российский педагог, заслуженный учитель школы РСФСР, основатель Белорецкой компьютерной школы.
Шобухова Лилия Булатовна (род. 1977) — одна из сильнейших бегуний России на длинные дистанции, с 2009 года специализируется на марафонской дистанции. Заслуженный мастер спорта России. Участница Олимпийских игр и международных марафонов.

## Достопримечательности

#### Горнолыжный центр «Мраткино»
Один из старейших горнолыжных комплексов Южного Урала, привлекающий своими идеально подготовленными склонами не только спортсменов-профессионалов, но и начинающих лыжников и сноубордистов, а также любителей семейного отдыха на природе. Комплекс по своим техническим характеристикам подходит для подготовки спортсменов самого высокого класса и проведения соревнований не только всероссийского, но и международного масштаба.
В комплексе функционируют 4 подъёмника: 2 четырёхместных кресельных и 2 бугельных. Горнолыжный комплекс имеет два склона: южный и северный. На двух склонах расположено 8 трасс разного уровня сложности: 5 на южном, и 3 на северном .

#### Биатлонно-лыжный учебно-тренировочный комплекс «Курташ»
Тренировочная трасса, принадлежащая Федерации лыжных гонок г. Белорецка, созданная для того, чтобы сохранить у молодежи интерес к здоровому образу жизни, Развивается новый вид спорта ски-ачери (ачери-биатлон). Трасса удачно расположена на 12 км Магнитогорского тракта, на высоте 894 м над уровнем моря. Ранний снег, подготовленные трассы, красивая природа, своеобразный микроклимат дают возможность как спортсменам так и любителям лыжных прогулок получить максимум позитива. Для любителей прогулок отдельно готовится лыжная трасса по красивым местам до горы Курташ-Тау, расположенной на высоте 1050 м, откуда при хорошей видимости можно увидеть и самую высокую гору Южного Урала Ямантау и ближайшие горы.
На базе комплекса неоднократно проводились соревнования, как местного, так и республиканского, и федерального масштаба. Множество сборных команд со всей России проводили здесь тренировочные мероприятия не только в зимний, но и в летний период.
Памятники

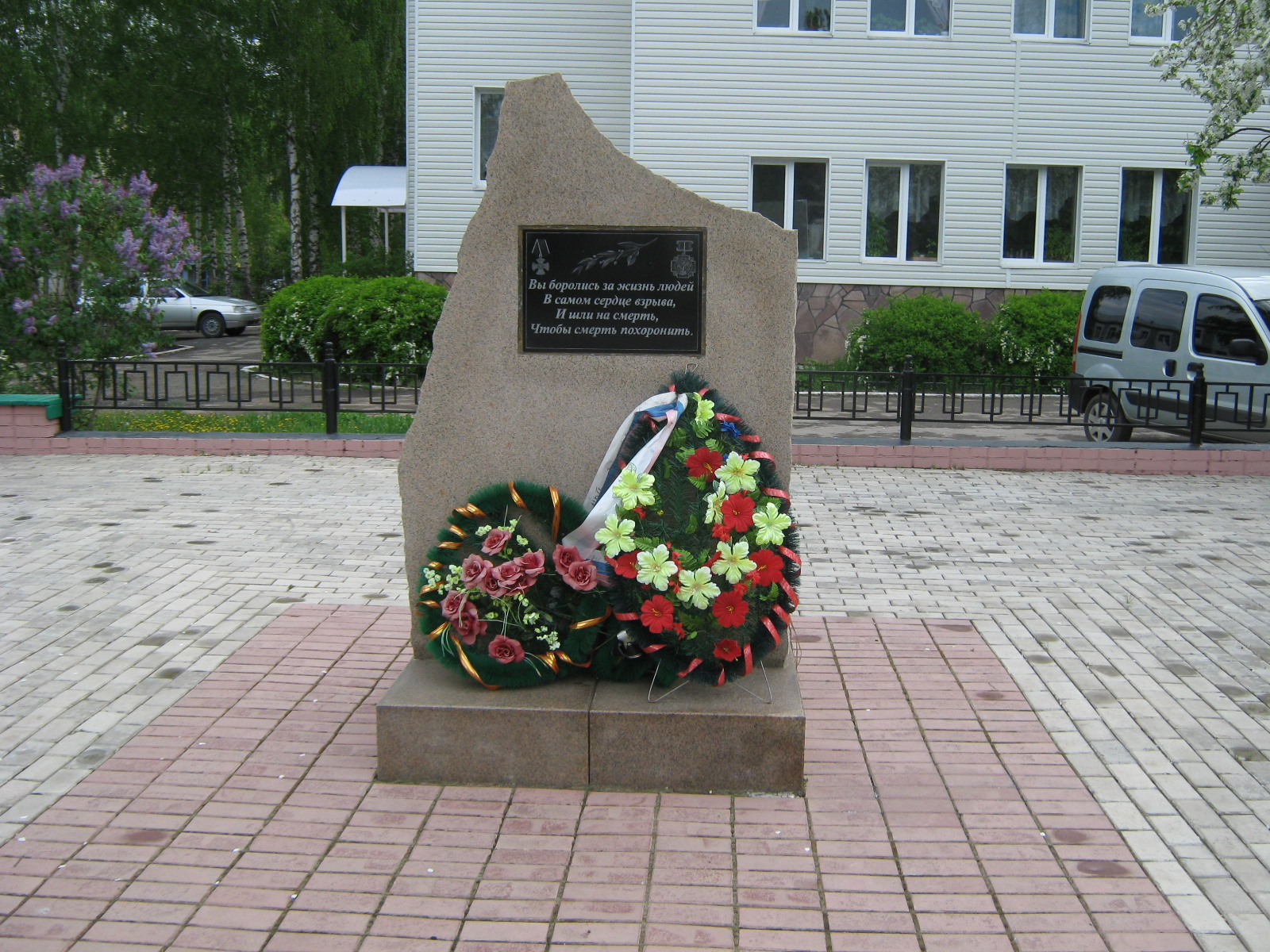
Памятник ликвидаторам аварии на Чернобыльской АЭС

- Памятник учителям и учащимся школы № 1, павшим в годы Великой Отечественной войны;
- Памятник учителям и учащимся школы № 15, павшим в годы Великой Отечественной войны;
- Памятник белорецким металлургам, павшим в боях за Родину в годы Великой Отечественной войны;
- Аллея Славы (мемориал с вечным огнём, бюсты белоречан — Героев Советского Союза);
- Обелиск воинам-белоречанам 298 стрелкового полка;
- Памятник летчикам-белоречанам, павшим в годы Великой Отечественной войны;
- Паровоз Гр-231 и тепловоз ТУ7А
- Памятник Герою Советского Союза А. Г. Серебренникову;
- Памятник 40 павшим борцам за советскую власть в годы Гражданской войны;
- Памятник 24 павшим борцам за советскую власть в годы Гражданской войны;
- Обелиск борцам за советскую власть в годы Гражданской войны;
- Мемориал погибшим в годы гражданской войны и памятник В. К. Блюхеру;
- Памятник 12 павшим борцам за советскую власть в годы Гражданской войны;
- Памятник белоречанам, погибшим при исполнении воинского и служебного долга на территории Северо-Кавказского региона;
- Мемориал воинам-интернационалистам, погибшим в локальных конфликтах при исполнении служебного долга;
- Памятник белоречанам-ликвидаторам аварии на Чернобыльской АЭС.

## Галерея

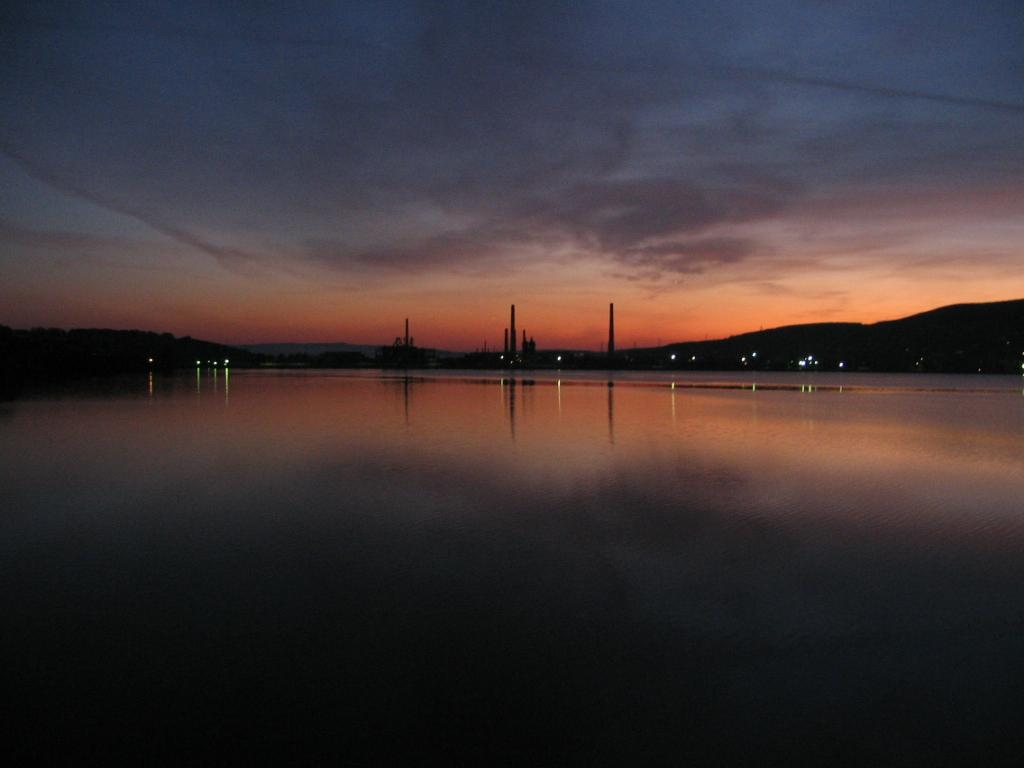
Белорецкий металлургический комбинат на закате
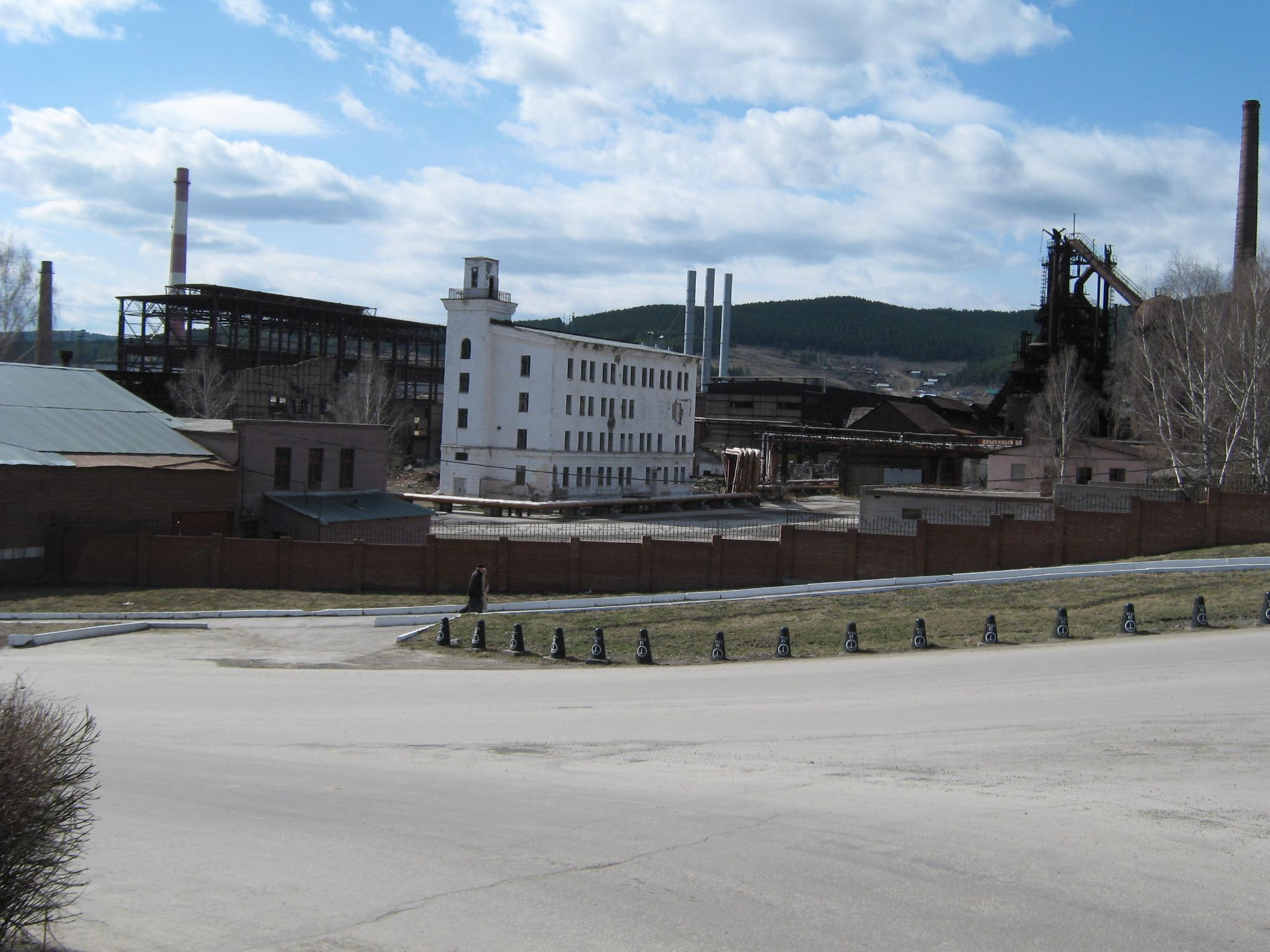
Белорецкий металлургический комбинат
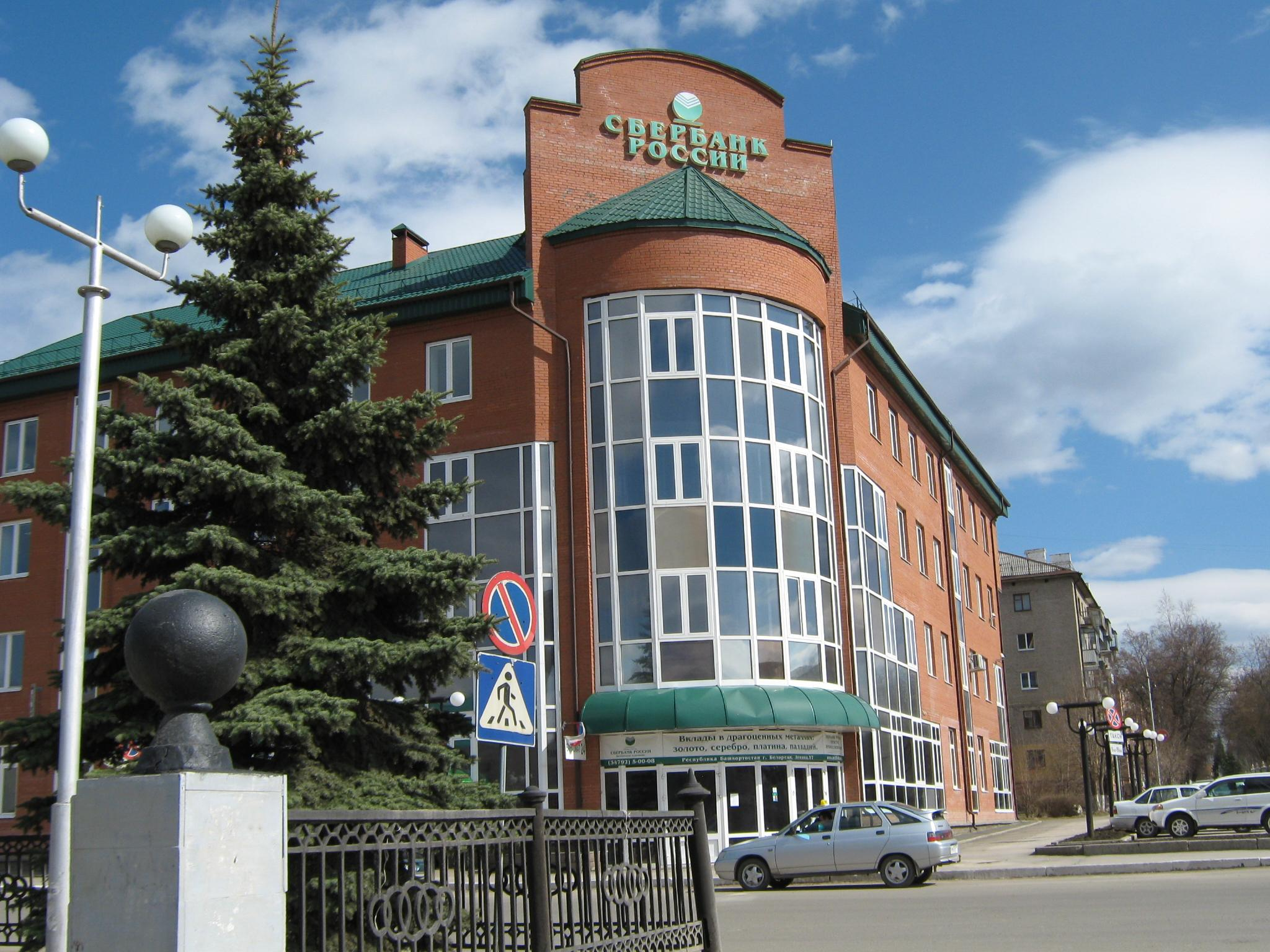
Белорецкий филиал Сбербанка России
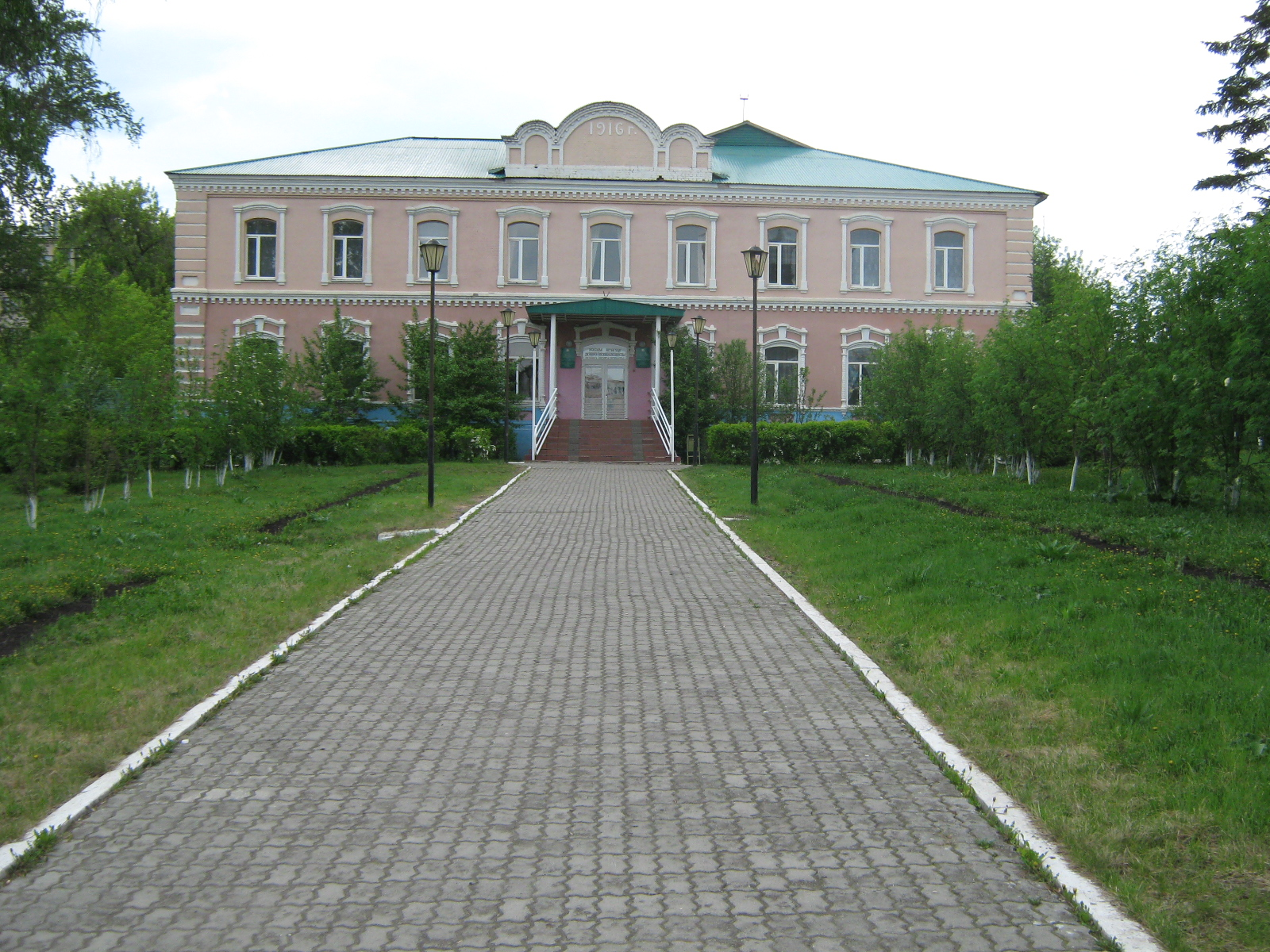
Белорецкая башкирская гимназия № 21 имени Яныбая Хамматова
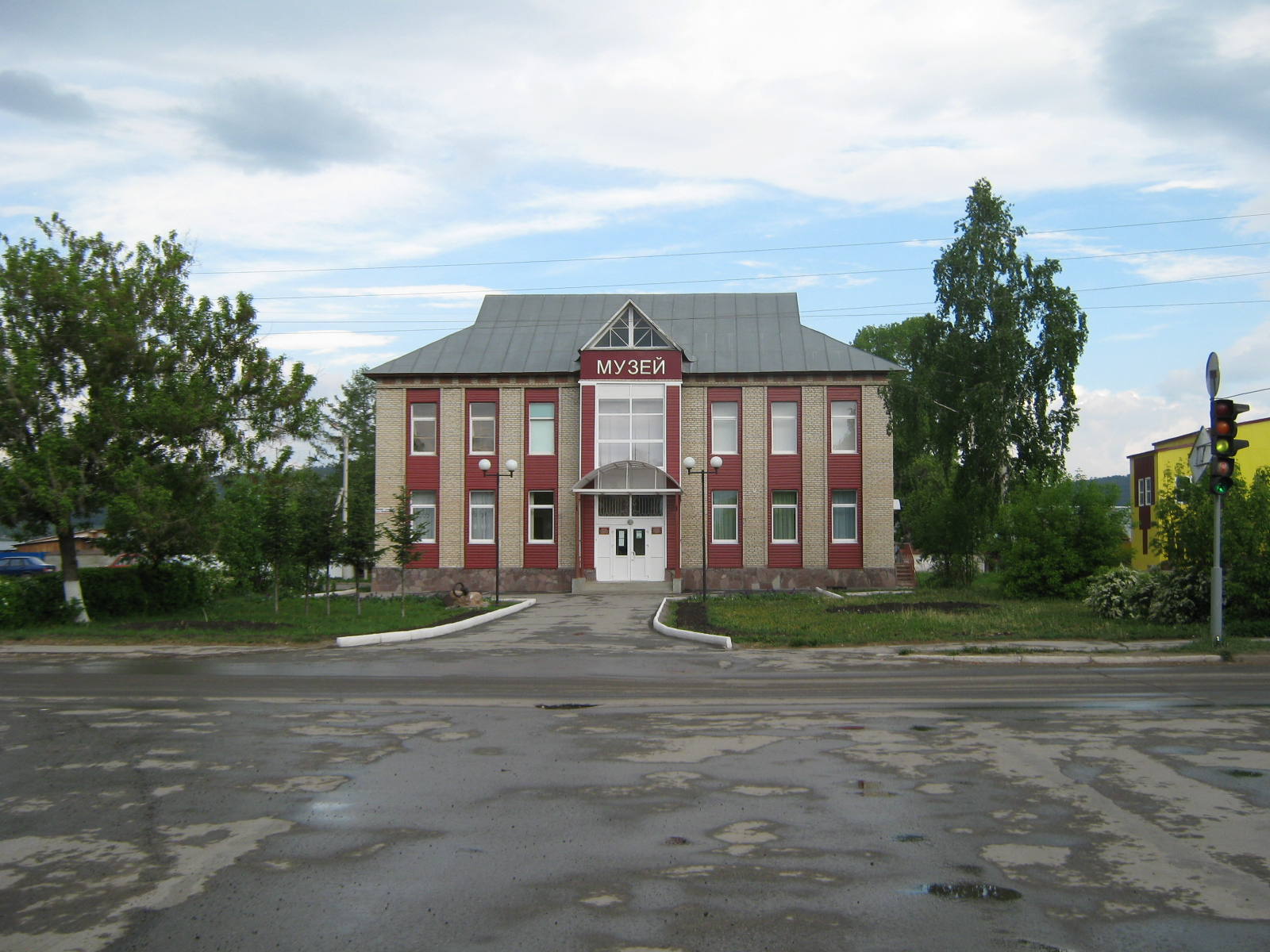
Белорецкий краеведческий музей
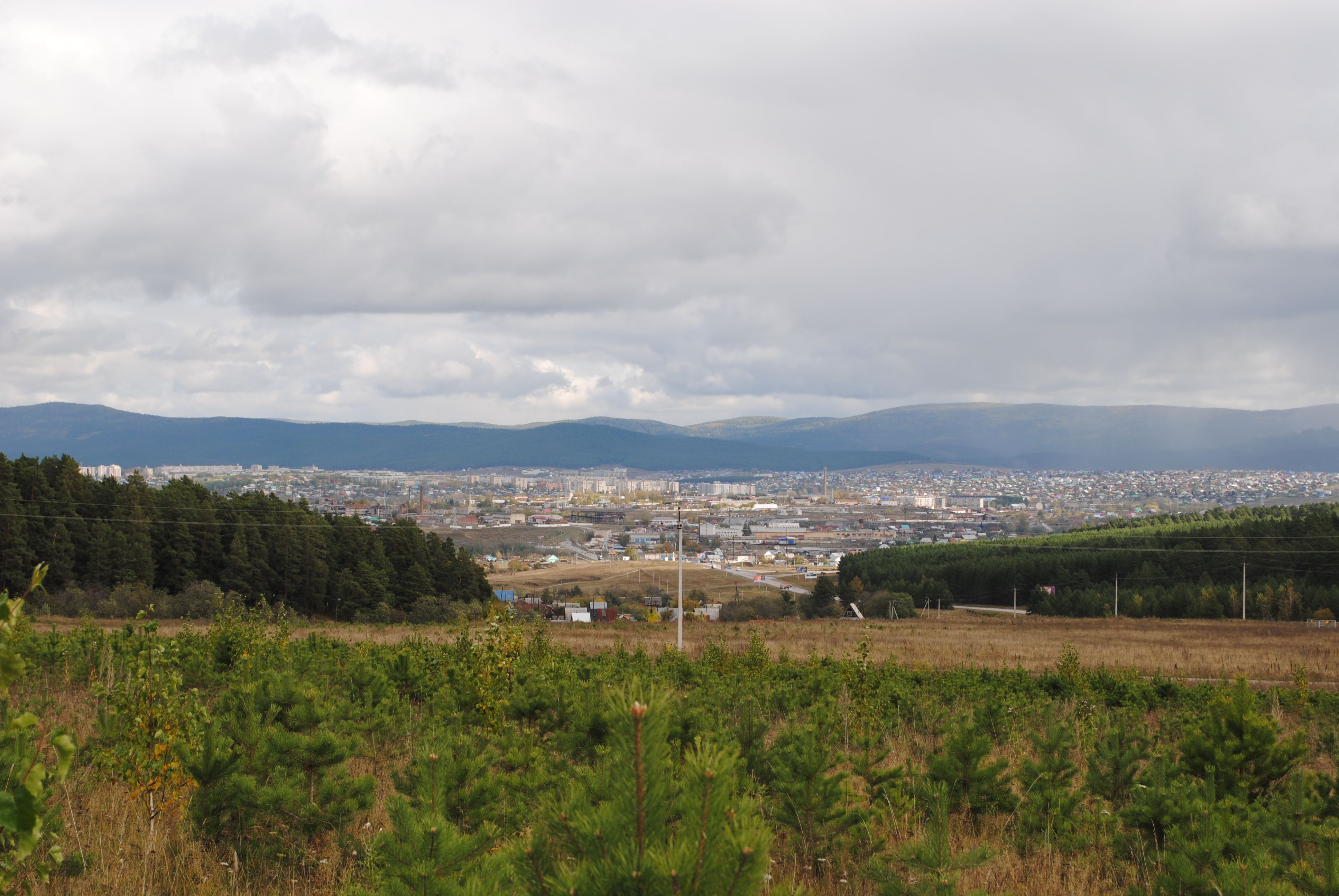
Вид Белорецка с Уфимского шоссе
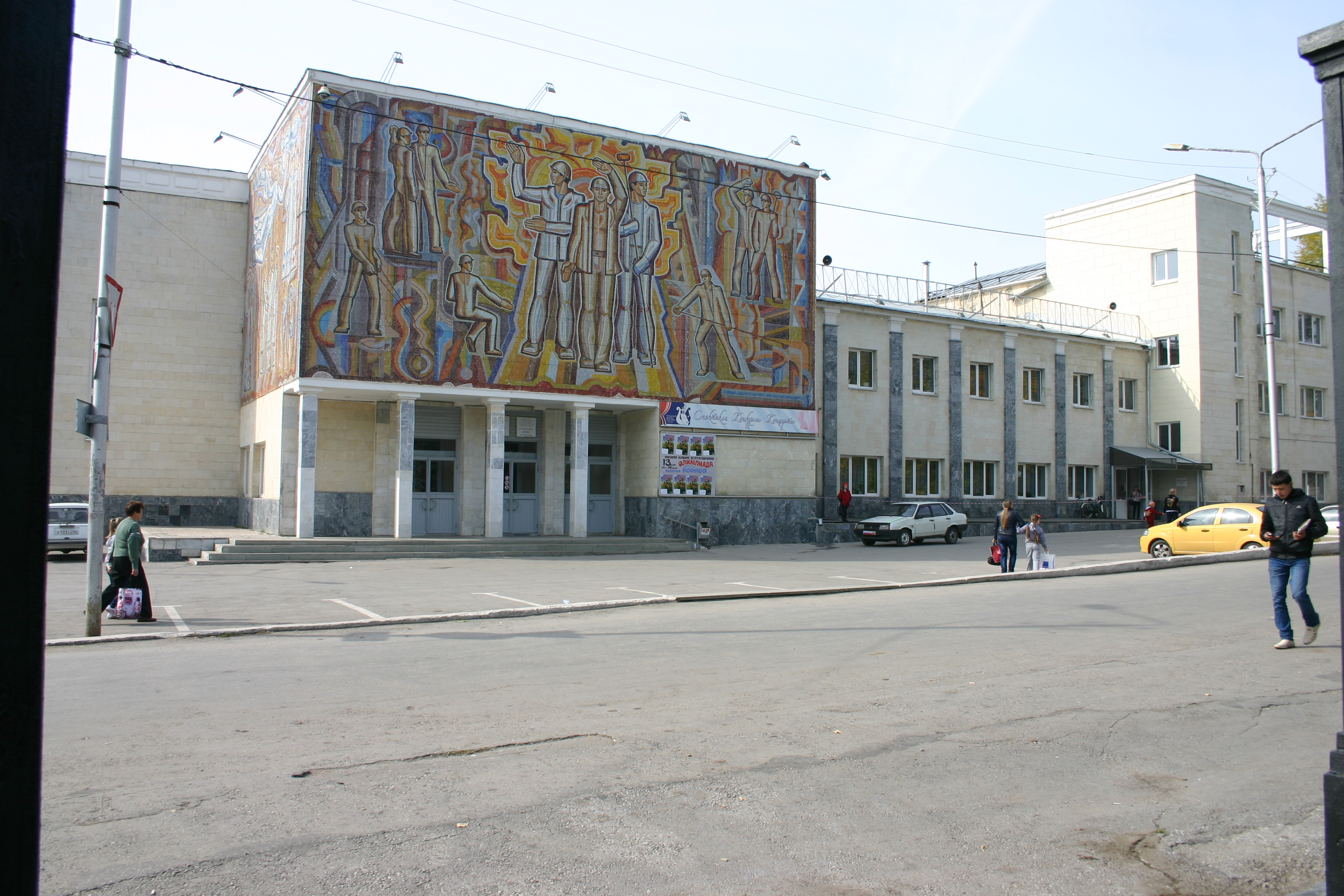
Дворец культуры металлургов
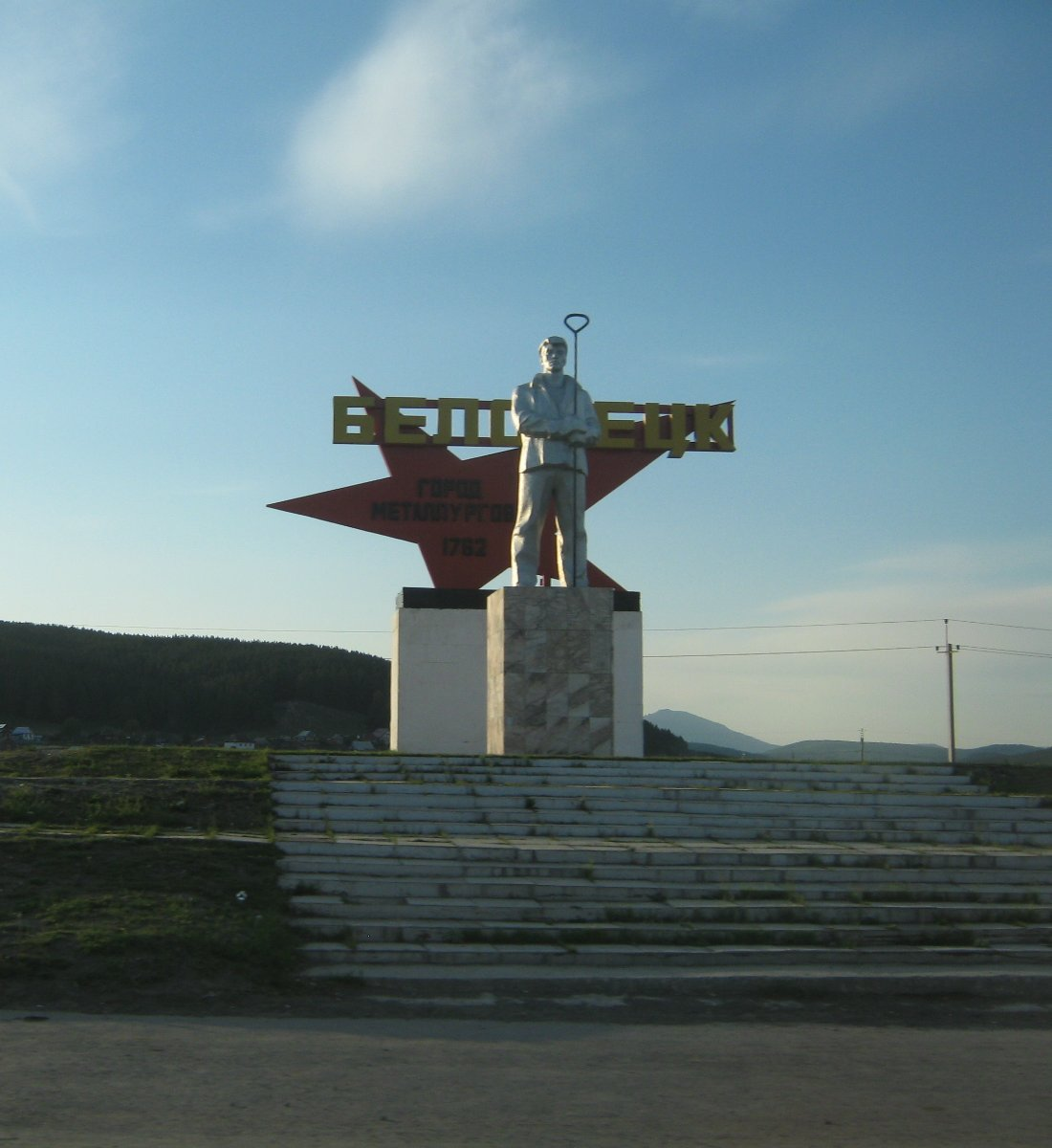
Памятник «Сталевар»
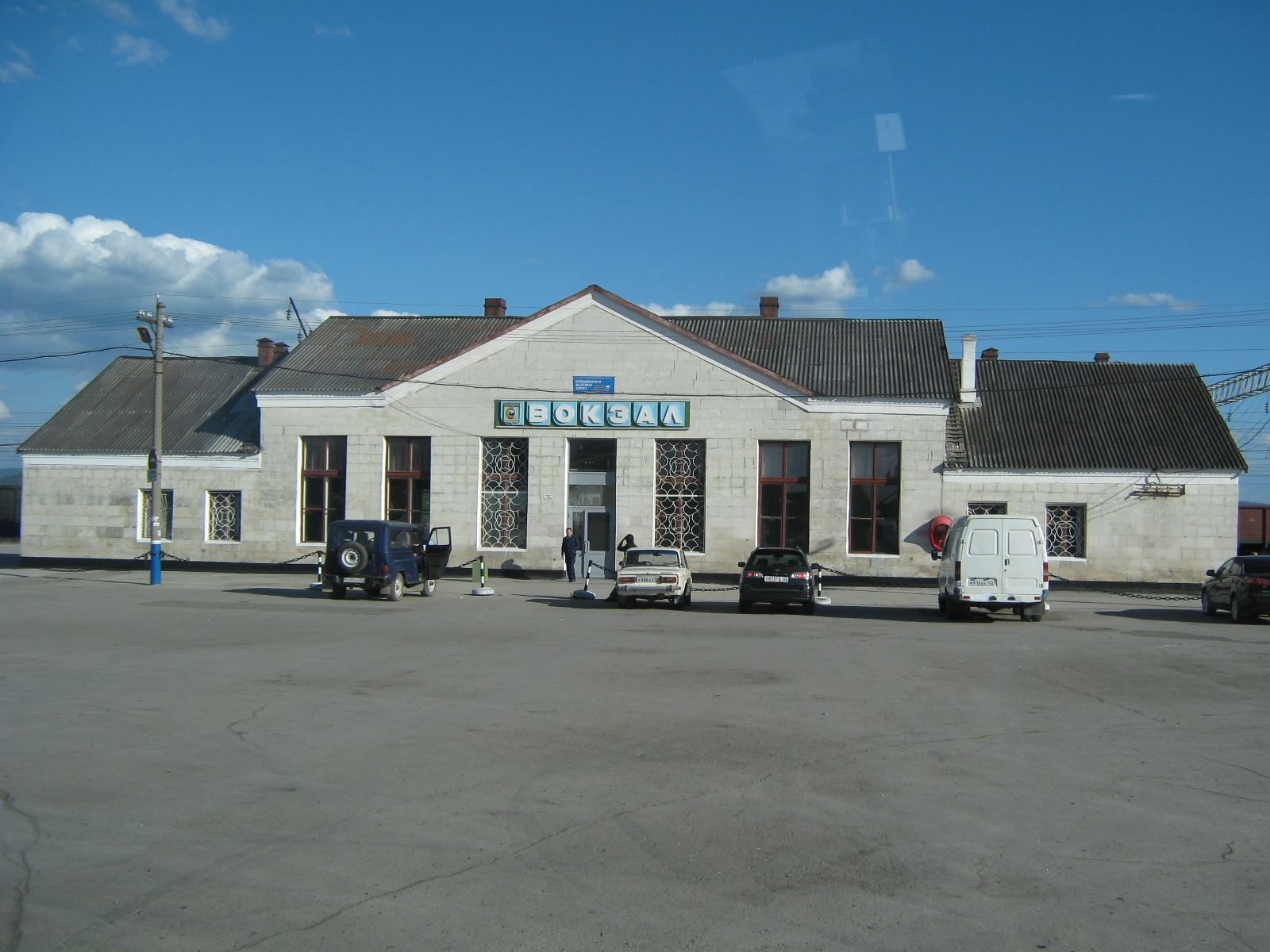
Железнодорожный вокзал
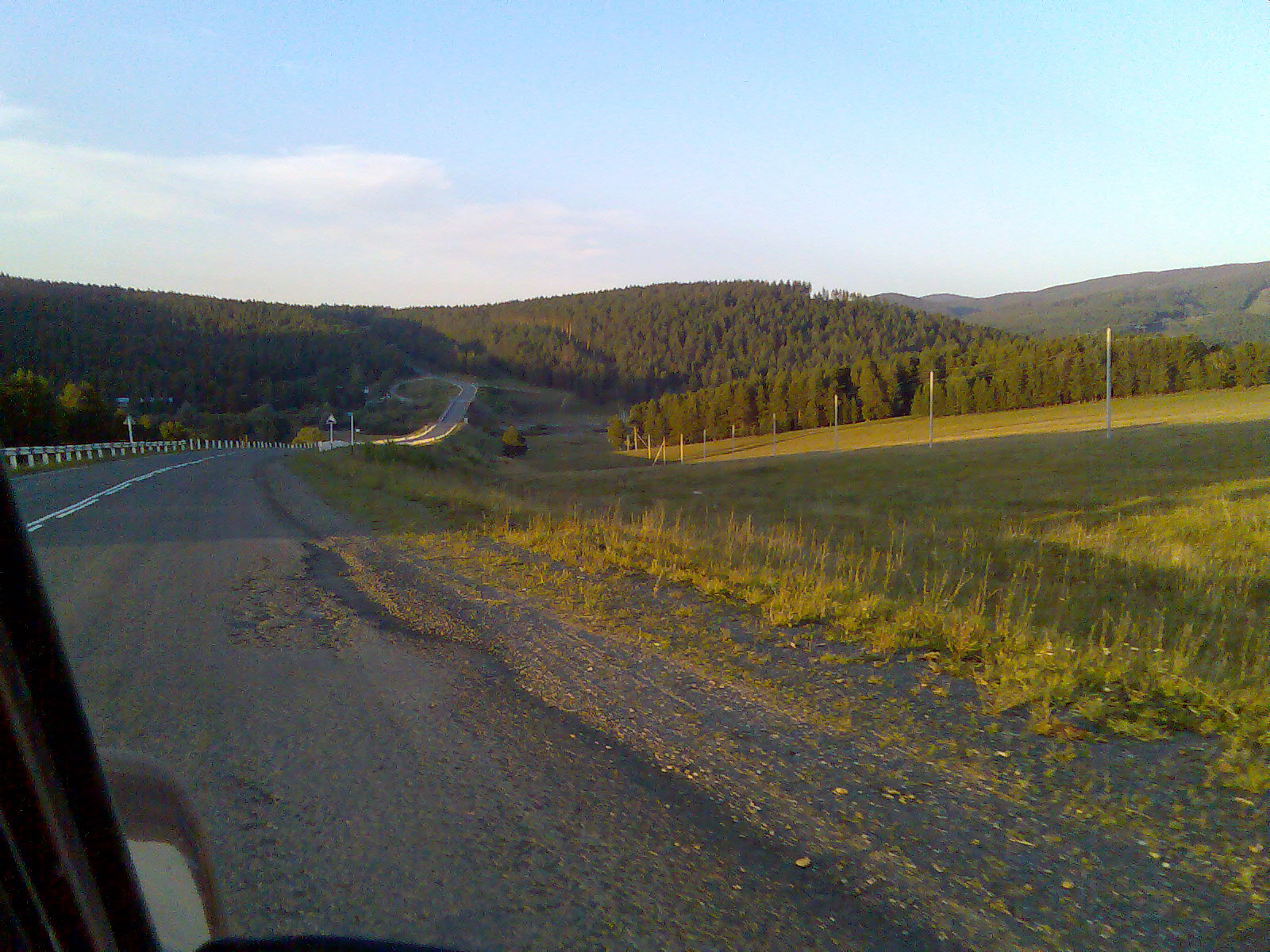
Дорога в Белорецк
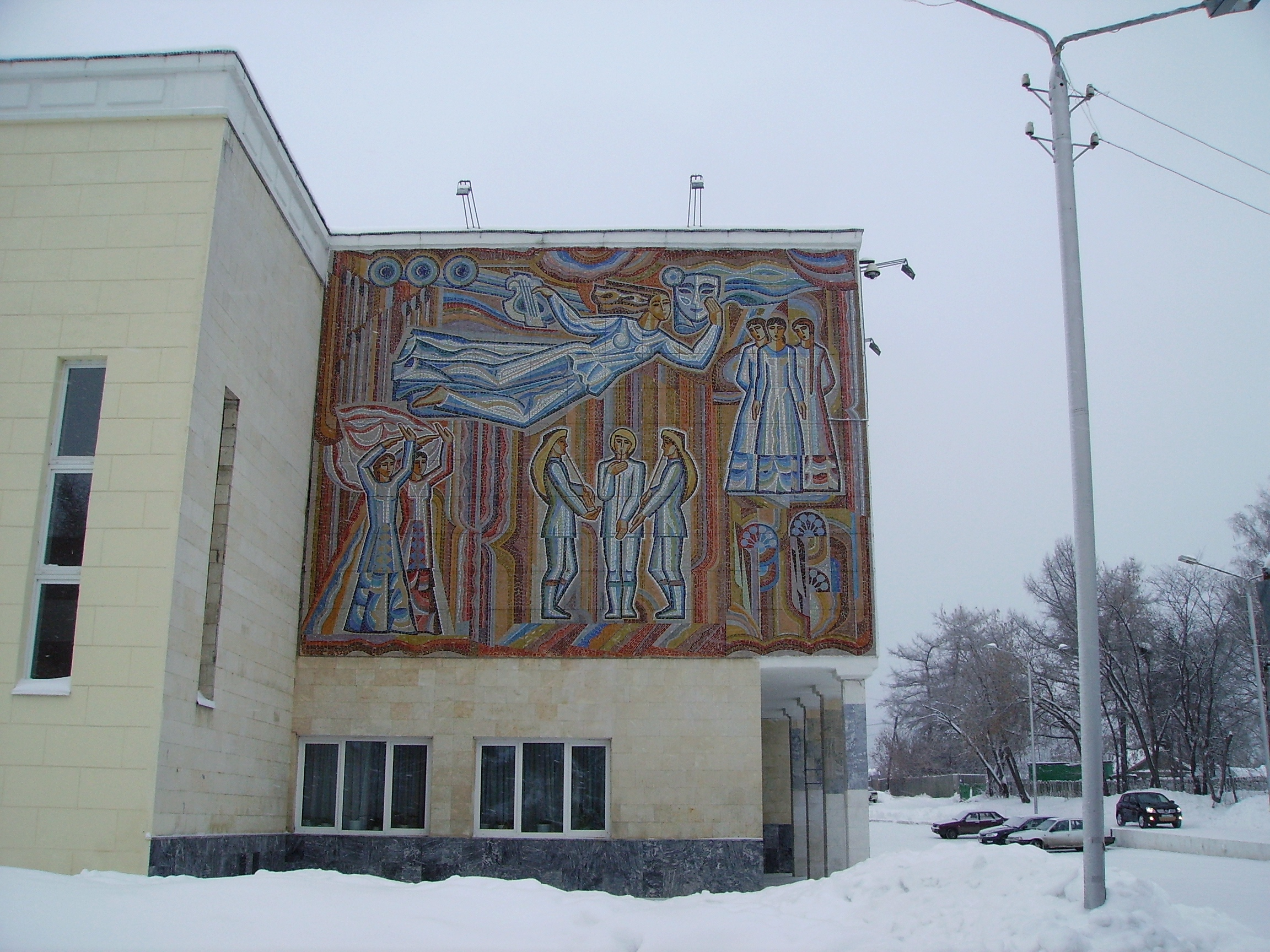
Дворец культуры металлургов